# Stenomacrus nemoralis
Stenomacrus nemoralis là một loài tò vò trong họ Ichneumonidae.